# Kuleje
Kuleje is een plaats in het Poolse district  Kłobucki, woiwodschap Silezië. De plaats maakt deel uit van de gemeente Wręczyca Wielka en telt 700 inwoners.

## Verkeer en vervoer
- Station Kuleje